# إنبار باكال
إنبار باكال (بالعبرية: עינבר באקל) (مواليد تل أبيب، إسرائيل) مغنية وكاتبة أغاني إسرائيلية. أول ألبوم لها (أغنية من أغاني) أنتجها كارمن ريزو وهي مزيج من الكلاسيكية الغربية والعربية والموسيقى الإسرائيلية.
باكال تقيم الآن في لوس أنجلوس.

## السيرة
ولدت ونشأت في ضاحية تل أبيب، هرتزيلية، إسرائيل باعتبارها يهودية مزراحية يمنية عراقية. بدأت كمغنية طفلة في سن السادسة حيث كانت عضوا في فرقة ليثيوم رون ثم حصلت على دورة تدريبية متقدمة كما شاركت في مهرجانات موسيقية عالمية في جميع أنحاء الشرق الأوسط وأوروبا. عندما بلغت الثانية عشر شاركت من خلال فرقتها في الموسيقى التصويرية لفيلم عام 1993 قائمة شندلر.
في سن الثامنة عشر خدمت باكال أربع سنوات مع القوات الجوية الإسرائيلية حيث كانت أول ضابط أنثى تمضي في شعبة العمليات القتالية المضادة للطائرات ثم ملازم أول في الاستخبارات العسكرية ومتخصصة في العلاقات العامة والدولية.